# Petey Scalzo
Peter Donato Scalzo, detto Petey (Brooklyn, 1º agosto 1917 – 15 giugno 1993), è stato un pugile statunitense.
Di famiglia di origine italiana, divenne professionista nel 1936.
Fu campione del mondo dei pesi piuma dal 1940 al 1941.